# El Condado (Cantabria)
El Condado es un núcleo de población del municipio de Liérganes (Cantabria, España). En el año 2008 contaba con una población de 44 habitantes (INE). La localidad se encuentra a 100 metros de altitud sobre el nivel del mar, y a 5 kilómetros de la capital municipal, Liérganes.
- Datos: Q5821543